# Albert Valtin
Albert Valtin, (en ruso: :Геннадий Георгиевич Вольнов) nacido el 17 de noviembre de 1937 en Járkov, Ucrania, es un exjugador de baloncesto de la URSS. Consiguió 2 medallas en competiciones internacionales con la Unión Soviética.